# Deshayesulus
Deshayesulus es un género de foraminífero planctónico considerado como nomen nudum e invalidado, aunque considerado perteneciente a la familia Globorotaliidae, de la superfamilia Globorotalioidea, del suborden Globigerinina y del orden Globigerinida. Su especie tipo era Globigerina puncticulata. Su rango cronoestratigráfico abarcaba desde el Mioceno hasta el Pleistoceno

## Descripción
Deshayesulus no fue originalmente descrito y por tanto fue invalidado de acuerdo al Art. 13 del ICZN. Tan solo fue descrita una subespecie de la especie tipo, y fue descrita con concha trocoespiralada planoconvexa, cámaras hemiesféricas, contorno ecuatorial subcuadrado y lobulado, periferia redondeada, abertura principal umbilical-extraumbilical, y pared calcítica hialina radial con superficie densamente pustulada. Atendiendo a las características de su especie tipo, Deshayesulus podría ser un sinónimo posterior de Globoconella. Podría haber sido útil para incluir las formas con menos cámaras y sin carena de Globoconella.

## Discusión
Clasificaciones posteriores incluirían Deshayesulus en la superfamilia Globigerinoidea.

## Clasificación
Deshayesulus incluía a las siguientes especie y subespecies:
- Deshayesulus puncticulata †
  - Deshayesulus puncticulata obturoaperturus †